# Kevin Kampl
Kevin Kampl (Solingen, Alemania, 9 de octubre de 1990) es un futbolista esloveno. Juega de mediocampista y su equipo es el R. B. Leipzig de la Bundesliga.

## Trayectoria

### Inicios
Comenzó su carrera con Bayer Leverkusen. Después de algunos años en el equipo juvenil de Bayer 04 Leverkusen II, fichó por el
SpVgg Greuther Fürth.
El 30 de agosto de 2010, firmó un contrato a préstamo con el SpVgg Greuther Fürth. Kampl hizo su debut el 29 de octubre de 2010 como sustituto en el empate ante FC Erzgebirge Aue en la 2. Bundesliga. Después de solo media temporada en el SpVgg Greuther Fürth, volvió a Bayer Leverkusen durante la ventana de transferencia de invierno de la temporada 2010-11. Kampl hizo su debut en el Bayer Leverkusen en el partido de la Europa League 2010-11 contra Metalist Járkov. En el verano de 2011, Kampl fue transferido al VfL Osnabrück de la 3. Liga. Después haber jugado una gran temporada para VfL Osnabrück, se unió recién ascendido a la 2. Bundesliga VfR Aalen por un coste de traspaso de 250 000 €. Para VfR Aalen sin embargo jugó solo cuatro partidos, marcando dos goles y asistiendo en otros tres. Este principio maravilloso llamó la atención del campeón austríaco bien financiado Red Bull Salzburg y le adquirieron justo antes del final de la ventana de transferencia pagando su cláusula de 3 € millones. Fue nominado como mejor jugador de Bundesliga de Austria a principios de la temporada 2013-14, pero tuvo que conceder ese premio finalmente a Philipp Hosiner.

### Borussia Dortmund
El 22 de diciembre de 2014, se anunció que se ficharía por el Borussia Dortmund con un contrato de cinco años y unos honorarios de 12 millones de euros a partir del el 1 de enero de 2015. Hizo su debut el 31 de enero de 2015.

### Bayer 04 Leverkusen
El 28 de agosto de 2015, firmó un contrato por el Bayer 04 Leverkusen de cinco años de duración a cambio de 11 millones de euros.

### R. B. Leipzig
El 31 de agosto se hizo oficial su fichaje por el Leipzig a cambio de 18 millones de euros después de haber estado 2 años en el Bayer Leverkusen.

## Selección nacional
Es jugador de la selección nacional de Eslovenia. Marcó su primer gol para Eslovenia el 6 de septiembre de 2013 contra Albania, que Eslovenia ganó 1–0.

## Vida personal
Nació en Solingen, Alemania. Sus padres se trasladaron a Alemania de Maribor, una ciudad cerca de la frontera austríaca en el noreste de Eslovenia. Kampl tiene la doble nacionalidad y habría sido elegible para jugar para Alemania, pero eligió Eslovenia.

## Estadísticas

### Clubes
Actualizado al último partido disputado el 5 de noviembre de 2024.
| Bayer 04 Leverkusen II · Alemania                                                                                                 | 4.ª           | 2008-09       | 1   | 0  | —  | — | —  | —  | 1   | 0  |
| Bayer 04 Leverkusen II · Alemania                                                                                                 | 4.ª           | 2009-10       | 21  | 1  | —  | — | —  | —  | 21  | 1  |
| SpVgg Greuther Fürth · Alemania                                                                                                   | 2.ª           | 2010-11       | 1   | 0  | —  | — | —  | —  | 1   | 0  |
| SpVgg Greuther Fürth · Alemania                                                                                                   | Total club    | Total club    | 1   | 0  | 0  | 0 | 0  | 0  | 1   | 0  |
| SpVgg Greuther Fürth II · Alemania                                                                                                | 4.ª           | 2010-11       | 7   | 0  | —  | — | —  | —  | 7   | 0  |
| SpVgg Greuther Fürth II · Alemania                                                                                                | Total club    | Total club    | 7   | 0  | 0  | 0 | 0  | 0  | 7   | 0  |
| Bayer Leverkusen · Alemania | 1.ª           | 2010-11       | 0   | 0  | 0  | 0 | 1  | 0  | 1   | 0  |
| Bayer Leverkusen · Alemania | Total club    | Total club    | 0   | 0  | 0  | 0 | 1  | 0  | 1   | 0  |
| Bayer 04 Leverkusen II · Alemania                                                                                                 | 4.ª           | 2010-11       | 14  | 4  | —  | — | —  | —  | 14  | 4  |
| Bayer 04 Leverkusen II · Alemania                                                                                                 | Total club    | Total club    | 36  | 5  | 0  | 0 | 0  | 0  | 36  | 5  |
| VfL Osnabrück · Alemania | 3.ª           | 2011-12       | 35  | 2  | 1  | 0 | —  | —  | 36  | 2  |
| VfL Osnabrück · Alemania | Total club    | Total club    | 35  | 2  | 1  | 0 | 0  | 0  | 36  | 2  |
| VfR Aalen · Alemania | 2.ª           | 2012-13       | 3   | 2  | 1  | 0 | —  | —  | 4   | 2  |
| VfR Aalen · Alemania | Total club    | Total club    | 3   | 2  | 1  | 0 | 0  | 0  | 4   | 2  |
| Red Bull Salzburgo · Austria | 1.ª           | 2012-13       | 23  | 4  | 4  | 0 | 0  | 0  | 27  | 4  |
| Red Bull Salzburgo · Austria | 1.ª           | 2013-14       | 33  | 9  | 5  | 2 | 13 | 3  | 51  | 14 |
| Red Bull Salzburgo · Austria | 1.ª           | 2014-15       | 18  | 5  | 3  | 2 | 10 | 4  | 31  | 11 |
| Red Bull Salzburgo · Austria | Total club    | Total club    | 74  | 18 | 12 | 4 | 23 | 7  | 109 | 29 |
| Borussia Dortmund · Alemania | 1.ª           | 2014-15       | 13  | 0  | 2  | 0 | 1  | 0  | 16  | 0  |
| Borussia Dortmund · Alemania | 1.ª           | 2015-16       | 1   | 0  | —  | — | 2  | 0  | 3   | 0  |
| Borussia Dortmund · Alemania | Total club    | Total club    | 14  | 0  | 2  | 0 | 3  | 0  | 19  | 0  |
| Bayer Leverkusen · Alemania | 1.ª           | 2015-16       | 22  | 3  | 3  | 0 | 6  | 1  | 31  | 4  |
| Bayer Leverkusen · Alemania | 1.ª           | 2016-17       | 30  | 1  | 2  | 0 | 7  | 1  | 39  | 2  |
| Bayer Leverkusen · Alemania | 1.ª           | 2017-18       | 1   | 0  | 1  | 0 | —  | —  | 2   | 0  |
| Bayer Leverkusen · Alemania | Total club    | Total club    | 53  | 4  | 6  | 0 | 13 | 2  | 72  | 6  |
| R. B. Leipzig · Alemania | 1.ª           | 2017-18       | 26  | 1  | 1  | 0 | 10 | 0  | 37  | 1  |
| R. B. Leipzig · Alemania | 1.ª           | 2018-19       | 27  | 2  | 5  | 0 | 8  | 1  | 40  | 3  |
| R. B. Leipzig · Alemania | 1.ª           | 2019-20       | 11  | 2  | 0  | 0 | 4  | 0  | 15  | 2  |
| R. B. Leipzig · Alemania | 1.ª           | 2020-21       | 27  | 0  | 5  | 0 | 7  | 0  | 39  | 0  |
| R. B. Leipzig · Alemania | 1.ª           | 2021-22       | 27  | 0  | 5  | 0 | 8  | 0  | 40  | 0  |
| R. B. Leipzig · Alemania | 1.ª           | 2022-23       | 30  | 2  | 5  | 0 | 5  | 0  | 40  | 2  |
| R. B. Leipzig · Alemania | 1.ª           | 2023-24       | 26  | 1  | 2  | 0 | 7  | 0  | 35  | 1  |
| R. B. Leipzig · Alemania | 1.ª           | 2024-25       | 6   | 1  | 2  | 0 | 2  | 0  | 10  | 1  |
| R. B. Leipzig · Alemania | Total club    | Total club    | 180 | 9  | 25 | 0 | 51 | 1  | 256 | 10 |
| Total carrera | Total carrera | Total carrera | 403 | 40 | 47 | 4 | 91 | 10 | 541 | 54 |
| (1)Incluye datos de la DFB-Pokal y Copa de Austria. (2)Incluye datos de la Liga de Campeones de la UEFA y Liga Europa de la UEFA. |               |               |     |    |    |   |    |    |     |    |

## Palmarés

### Campeonatos nacionales
| Título                | Club               | País     | Año  |
| --------------------- | ------------------ | -------- | ---- |
| Bundesliga            | Red Bull Salzburgo | Austria  | 2014 |
| Copa de Austria       | Red Bull Salzburgo | Austria  | 2014 |
| Copa de Alemania      | R. B. Leipzig      | Alemania | 2022 |
| Copa de Alemania      | R. B. Leipzig      | Alemania | 2023 |
| Supercopa de Alemania | R. B. Leipzig      | Alemania | 2023 |